# Санкт-Петербургский международный кинофорум
Санкт-Петербургский международный кинофорум — в 2010-2011 гг. международный кинофестиваль, проходивший в Санкт-Петербурге, с 2012 г. – форум, в рамках которого проходит несколько кинособытий.

## Организаторы
2010 - 2011 гг.
- Президент Кинофорума — кинорежиссёр Алексей Герман.
- Программный директор — кинокритик Андрей Плахов.
- Санкт-Петербургский Международный центр фестивалей и праздников при поддержке Правительства Санкт-Петербурга.
- Президент проекта «Киногород» — Александр Сокуров

2012 г
- Президент Кинофорума – Народный артист СССР Василий Лановой
- Директор Кинофорума – Мария Авербах

## Описание
Первый Санкт-Петербургский международный кинофорум был приурочен к 65-летию окончания Второй Мировой войны и прошёл со 2 по 5 мая 2010 года. Все показы были бесплатными и доступными для публики. Гостями Кинофорума стали Антонио Бандерас, Кшиштоф Занусси, Йос Стеллинг, Клод Ланцман, Эндрю Вайна, Жан Руа, Леонард Яновский, Анастасия Вертинская, Виталий Манский, Михаил Пореченков, Сергей Гармаш, Владимир Машков, Александр Лазарев, Светлана Немоляева, Богдан Ступка, Александр Галибин и другие.
Сроки проведения 2-го Кинофорума — с 10 по 15 июля 2011 года.
В 2012 г. в рамках третьего Санкт-Петербургского международного кинофорума с 21 по 29 сентября 2012 г. прошли сразу несколько кинофестивалей:
- Первый Санкт-Петербургский международный кинофестиваль (21-29 сентября 2012 г.). Председатель жюри – Эмир Кустурица.

- XXII международный кинофестиваль документальных, короткометражных игровых и анимационных фильмов «Послание к Человеку» (22-29 сентября 2012 г.),

- XX Всероссийский Государственный кинофестиваль «Виват кино России!» (24-28 сентября 2012 г.),

- XI Открытый Санкт-Петербургский фестиваль фильмов студентов киношкол «Начало» (21-27 сентября 2012 г.).

Также к Кинофоруму присоединился международный кинофестиваль стран Арктики «Северное сияние», ранее проходивший в Мурманске. Сроки проведения: 11-16 ноября 2012 г. 
За время проведения Третьего Кинофорума жители Санкт-Петербурга смогли посмотреть более 500 фильмов российских и зарубежных режиссёров различных жанров и стилей. 
В рамках специальной программы «Музыка кино» прошли два открытых концерта на Манежной площади, где выступили музыканты из разных стран, в том числе The No Smoking Orchestra. В Академической Капелле оркестр Государственного Эрмитажа под управлением Фабио Мастранжело представил музыкальное путешествие «Вокруг света за два отделения»

## Фотографии

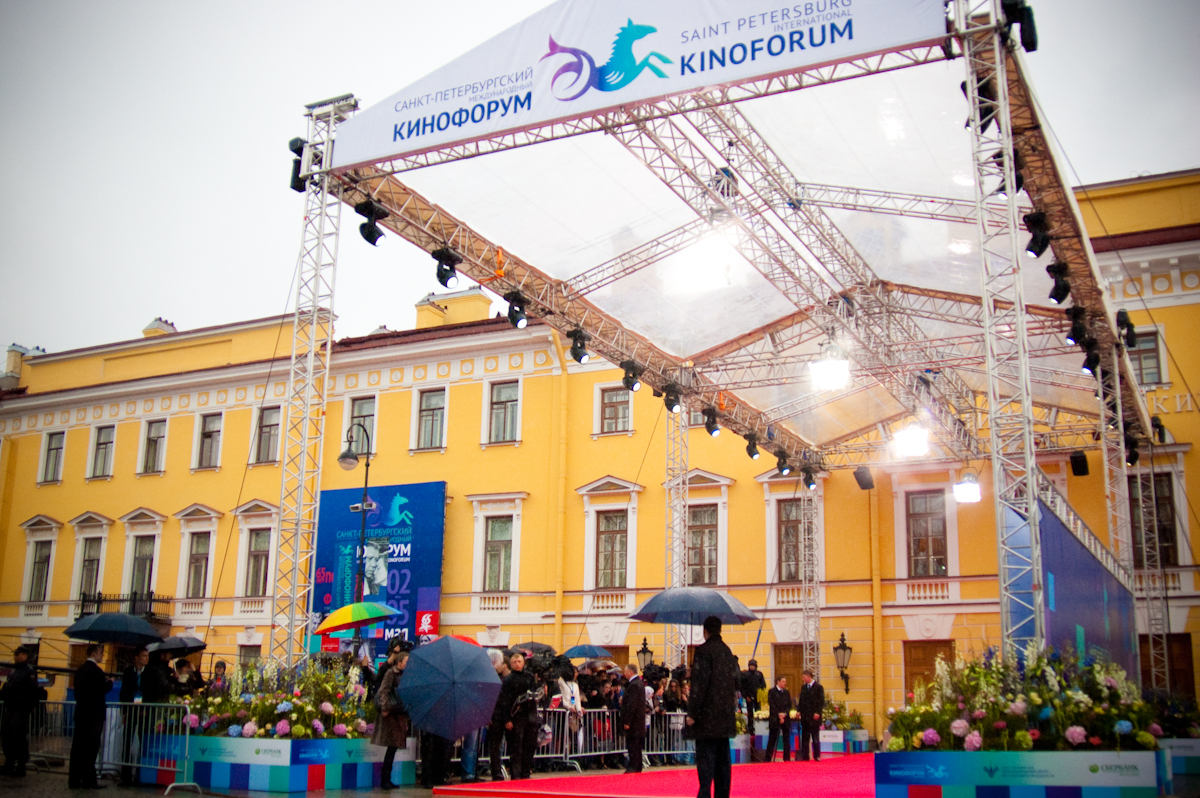
Красная ковровая дорожка на церемонии открытия Санкт-Петербургского Кинофорума
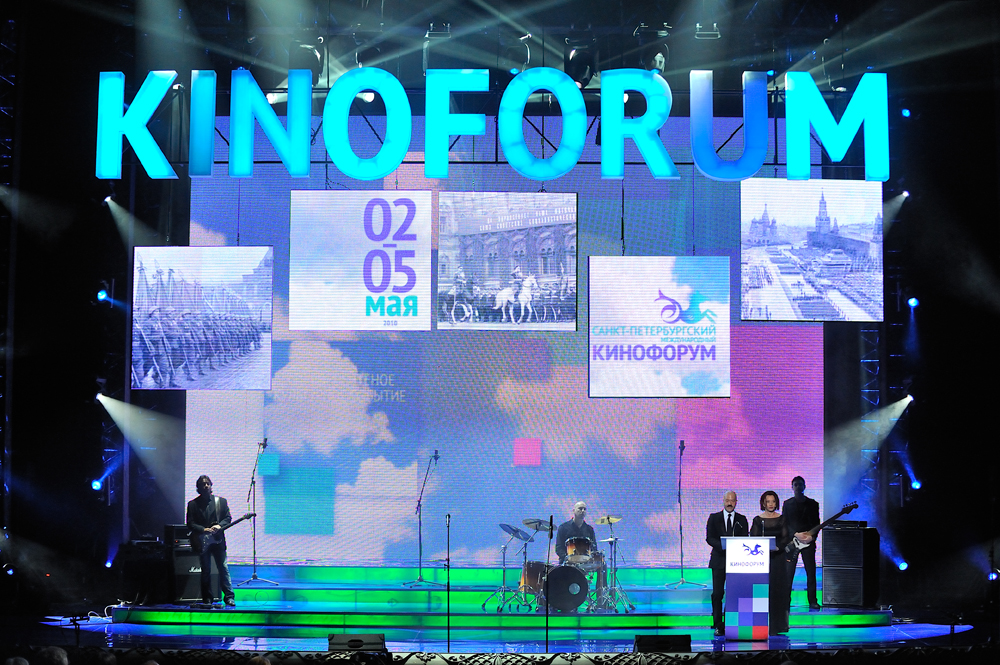
Санкт-Петербургский международный Кинофорум
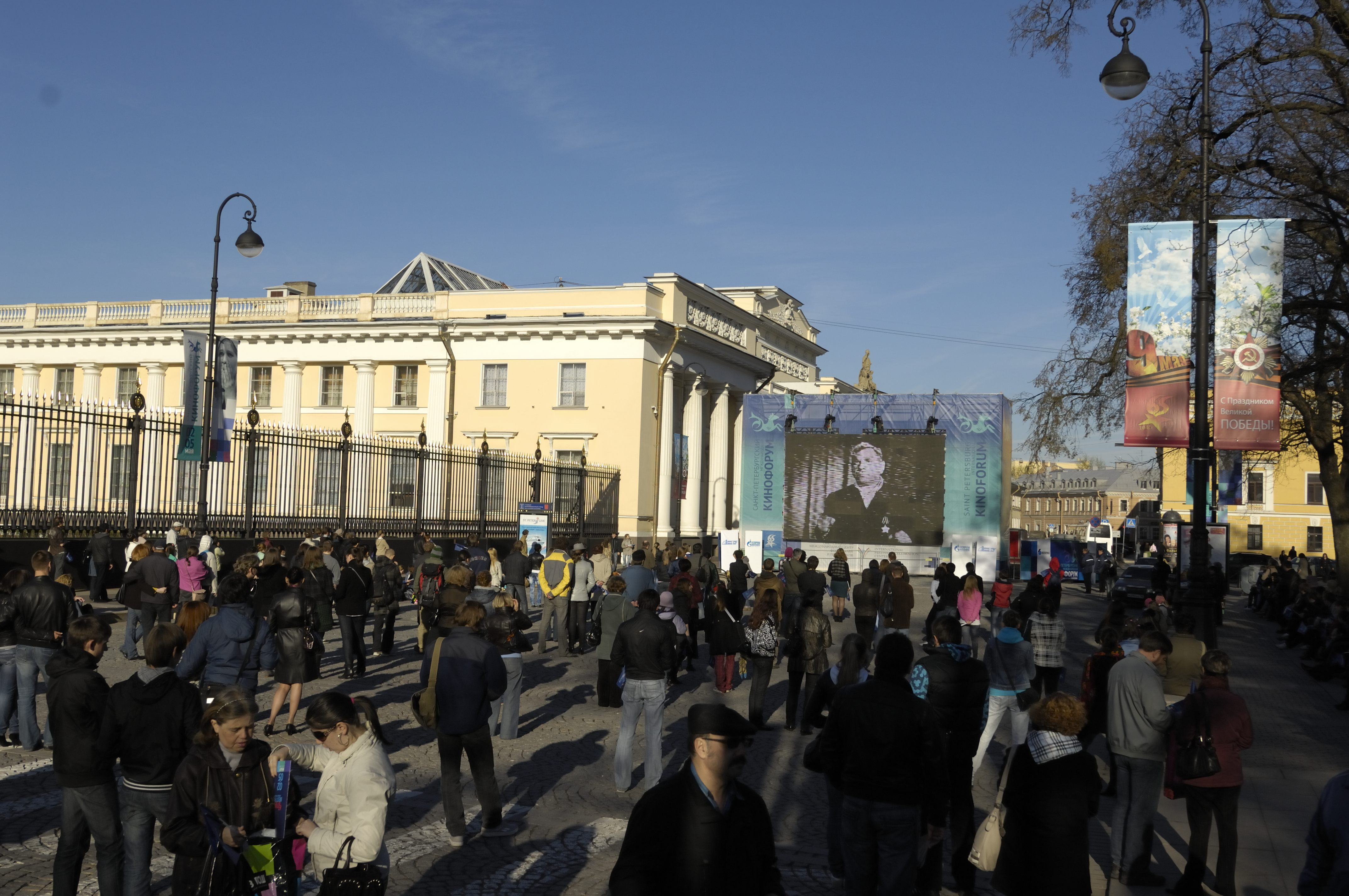
Площадка на открытом воздухе, в архитектурных "декорациях" Площади Искусств